# Rhabdoblennius rhabdotrachelus
Rhabdoblennius rhabdotrachelus är en fiskart som först beskrevs av Fowler och Ball 1924.  Rhabdoblennius rhabdotrachelus ingår i släktet Rhabdoblennius och familjen Blenniidae. Inga underarter finns listade i Catalogue of Life.